# 因子の部屋

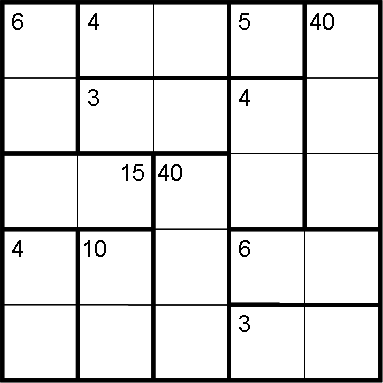
因子の部屋の例題。この問題では1から5までの数字を使用する。

因子の部屋（いんしのへや）は、掛け算を利用してマスを埋めるペンシルパズルである。数独に代表されるラテン方陣を元にしたパズルである。

## ルール
- 各マスに数字を入れ、縦横の各列に1-9の数字が1つずつ入るようにする。
- 最初にマスに書かれている数字は、太い線で囲まれた枠の中にあるすべての数字の積である。

## 歴史
因子の部屋は、パズル通信ニコリ92号に初めて登場した。初投稿時に作者の矢野龍王は「因数分解」とタイトルをつけていたが、誌上では「因子の部屋」として登場している。読者からの支持もあったため、94号から102号までは虫食い算などの計算を伴うパズルと一緒に掲載されるようになる。同時に名称も募集されたが、特に変更はなく初登場時の「因子の部屋」が使用されている。
109号からは不定期の掲載となっている。

## 解き方
因子の部屋を解く上で、最も簡単な入口は1マスのみの枠である。この中には書かれている数字と同じ数字が入る。
2マス以上の枠におけいては、入る数字の組み合わせが少ない枠を探すことが重要になる。具体的には
- 積が大きい物・小さい物
- 5,7の倍数

などがある。
枠に入る数字の組み合わせは決まるが、場所が決まらないというケースがある。この時、「その枠にその数字が入る」 という情報から他の場所が決まる場合もある。
- 上の例題で、上から2段目の「3」のブロックには1と3が入る。このため、2段目の他のますに3は入らないため左の「6」のブロックが決まる。

ある程度数字が埋まった後は数独と同じように、縦横の列にまだない数字を探していくことも多くなる。